# Heliconius rubellius
Heliconius rubellius is een vlinder uit de familie Nymphalidae. De wetenschappelijke naam van de soort is voor het eerst geldig gepubliceerd in 1892 door Henley Grose-Smith en Kirby.